# Yitshaq Xamir
Yitshaq Xamir (hebreu: יצחק שמיר)  (Rujani, 22 d'octubre de 1915 - Hertseliyya, 30 de juny de 2012)) fou Primer Ministre d'Israel entre 1983 i 1984 i altre cop del 1986 al 1992.

## Biografia
El seu nom de naixement és Icchak Jaziernicki. Es va traslladar a Varsòvia, on es va llicenciar en dret per la Universitat de Varsòvia. El 1935 va arribar fins al Mandat Britànic de Palestina i va canviar el seu cognom per Xamir.

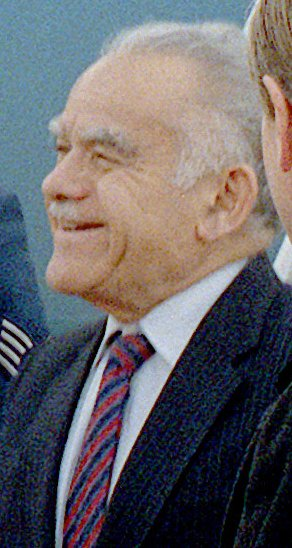
Yitshaq Xamir

Va ser membre de l'organització Irgun Tsevaí Leümí, una organització armada sionista de dretes de l'època, que va cometre nombrosos atemptats contra civils àrabs palestins entre 1936 i 1939, període de la gran revolta àrab a Palestina. El 1940 aquest grup es va dividir i Xamir va seguir la facció més militant, dirigida per Abraham Stern; Aquest grup serà conegut amb el nom de Stern o Lehi. Xamir va ser del triumvirat dirigent del Lehi el 1943 (després de la mort d'Abraham Stern) i un dels responsables directes de dues de les accions més importants del grup: l'assassinat del ministre d'Estat britànic per a Orient Mitjà el 1944 (Lord Moyne) i del representant de l'ONU a la regió el 1948 (Folke Bernadotte).
Un cop creat l'estat d'Israel, el 1948, el Lehi es va dissoldre. Xamir va ingressar al Mossad el 1955, on va servir fins a 1965. La seva carrera com a càrrec polític s'inicià amb la seva elecció com a diputat al Kenésset el 1973 amb les llistes del Likkud.

### Primer ministre
La matança de Sabra i Xatila va comportar la destitució d'Ariel Xaron com a ministre de Defensa, i va precipitar la fi del mandat de Menahem Beguín. Xamir va guanyar les eleccions de lideratge de Herut de 1983 per succeir a Begin com a líder del partit, cosa que el va convertir en primer ministre i líder del Likkud.

### Govern de gran coalició
El primer ministre Yitshaq Xamir va perdre les eleccions legislatives d'Israel de 1984 davant Ximon Peres. Peres i Shamir van signar un acord de gran coalició on Peres va esdevenir primer ministre mentre que Shamir va romandre ministre d'Afers Exteriors fins al 1986, quan Peres i Xamir van intercanviar els càrrecs.

### Segon govern de Xamir
El partit més votat a les eleccions legislatives d'Israel de 1988 fou el Likkud i Xamir fou nomenat Primer Ministre d'Israel en un govern de coalició del Likkud amb el Partit Nacional Religiós, Xas, Agudat Israel i Déguel ha-Torà. La ferotge repressió dirigida contra la primera intifada va provocar el seu aïllament internacional i que es veiés obligat a participar en la Conferència de Pau de Madrid de 1992. El 1991, Xamir accepta les negociacions de Madrid que havien de preparar la pau per a l'Orient Mitjà, però es nega a prendre compromisos reals per por de perdre la seva feble majoria, però finalment els laboristes guanyaren les eleccions legislatives d'Israel de 1992 i Yitshaq Rabín formà govern.

## Funcions polítiques a l'estat d'Israel
- Del 10 de març 1980 al 10 d'octubre de 1983: Ministre d'Afers Estrangers
- Del 10 d'octubre 1983 al 13 de setembre de 1984: Primer Ministre i Ministre d'Afers Estrangers
- Del 13 de setembre 1984 al 20 d'octubre de 1986: 1r Vice-primer Ministre i Ministre d'Afers Estrangers
- Del 20 d'octubre 1986 al 13 de juliol de 1992: Primer Ministre
- Del 22 de desembre 1988 al 13 de juliol de 1992: Ministre de Treball
- De l'11 de juny 1990 al 13 de juliol de 1992: Ministre de Medi Ambient
- Del 27 de novembre 1990 al 13 de juliol de 1992: Ministre d'Afers de Jerusalem